# .台灣
.台灣  — національний домен для Тайваню.
Відмінністю від діючого домену «.tw» є те, що в новому домені «.台灣» всі імена другого рівня писатимуться виключно спрощеними китайськими ієрогліфами.